# بسمل (شهر)
بسمل (به ترکی استانبولی: Bismil) شهری است در کشور ترکیه که در استان دیاربکر واقع شده‌است. جمعیت این شهر بر اساس سرشماری سال ۲۰۰۸ میلادی ۵۶٬۳۹۰ نفر و بر اساس برآوردهای سال ۲۰۰۹ میلادی ۵۵٬۴۲۱ نفر می‌باشد.